# Altesse

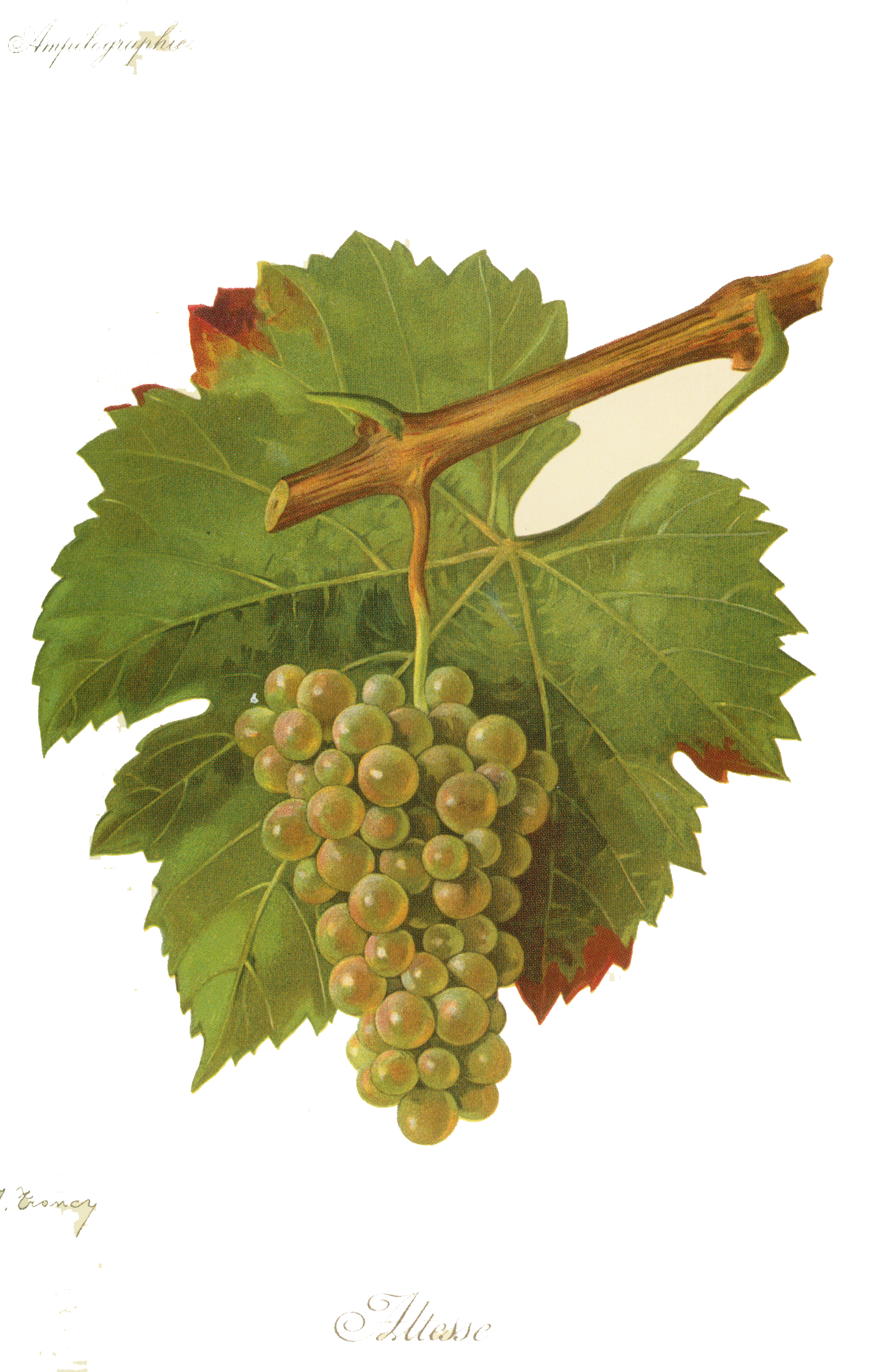
De Altesse druif

De Altesse is een oude, van oorsprong Franse witte druivensoort.

## Geschiedenis
Reeds aan het einde van de 18e eeuw wordt deze variëteit besproken en wel door de markies Costa de Beauregard. De naam zou afkomstig zijn van het Franse woord Altesse , dat Hoogheid betekent. Genetisch is deze druif gerelateerd aan een ander Frans druivenras, namelijk de Chasselas, dat zijn oorsprong vindt rond het Meer van Genève.

## Kenmerken

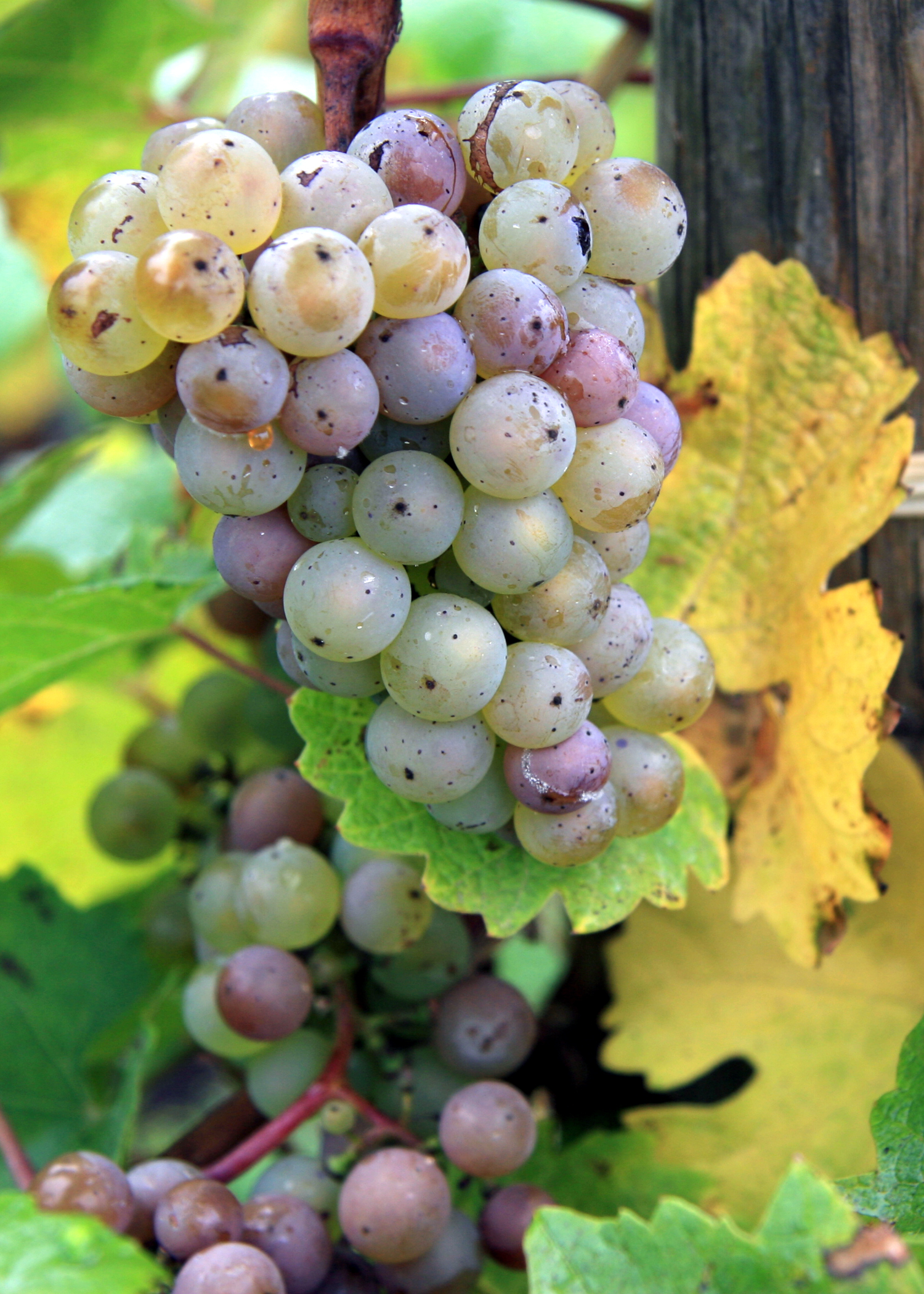
Botrytis veroorzaakt ook kleurverandering.

Het bijzondere is, dat tegen de tijd dat deze druif rijp wordt, de schil een rode kleur krijgt. Vandaar dat een van de synoniemen Roussette is, naar het Franse woord roux, wat rood betekent. Het is een kwetsbare druif, die gevoelig is voor echte meeldauw, valse meeldauw en zeker ook voor botrytis. De wijn bevat aroma's van bloemen, noten en exotische vruchten en in de smaak tonen van honing en amandelen. De wijn heeft de potentie om een aantal jaren bewaard te worden, afhankelijk natuurlijk van de kwaliteit in een bepaald jaar.

## Gebieden
De Altesse wordt in Frankrijk geproduceerd binnen een vastgelegd geografisch gebied, Roussette de Savoie.
In deze Haute-Savoie regio kennen we specifiek de gebieden Frangy, Marestel, Monterminod en Monthoux.

## Synoniemen[1]
- Altesse Blanche
- Altesse Verte
- Anet (in Isère)
- Arin
- Fusette
- Fusette d'Amberieu
- Fusette de Montagnieu
- Ignam
- Ignan Blanc
- Maconnais
- Marestal (in Bourget)
- Petit Maconnais
- Plant d'Altesse
- Prin Blanc
- Rousette Haute
- Roussette (in de Savoie)
- Roussette Basse
- Roussette de Montagnieu
- Roussette de Seyssel
- Roussette Grosse
- Roussette Haute
- Roussette Petite
- Serene Blanche